# James C. Morton
James C. Morton (* 25. August 1884 in Helena, Montana als James Carmody Lankton; † 24. Oktober 1942 in Los Angeles, Kalifornien) war ein US-amerikanischer Schauspieler.

## Leben und Karriere
James C. Morton wurde im US-Bundesstaat Montana im Nordwesten der USA unter dem Namen James Carmody Larkin geboren. Er arbeitete spätestens ab 1910 als Schauspieler. Die ersten Jahrzehnte seiner Karriere verbrachte er hauptsächlich am Theater oder in Vaudeville-Shows. So war er bis 1931 an neun Broadway-Stücken beteiligt, meistens in Musicals oder Komödien. Seine vielleicht bedeutendste Theaterrolle hatte er 1913 in der Erstaufführung des Musicals The Tik-Tok Man of Oz vom Oz-Schöpfer L. Frank Baum, wobei Morton in der Titelrolle spielte. Obwohl er seinen ersten Film schon 1912 drehte, war er bis zum Beginn des Tonfilmes nur vereinzelt im Filmgeschäft tätig. 1918 drehte er den Stummfilm A Daughter of Uncle Sam, es sollte Mortons einzige Regiearbeit bleiben. Erst Anfang der 1930er Jahre begann James C. Morton regelmäßig Filme zu drehen und war so bis zu seinem Tod in über 200 Filmen zu sehen, wobei seine Rollen meistens sehr klein blieben.
Bekannt wurde er vor allem durch seine Auftritte in den Komödien von Hal Roach, so spielte er unter anderem in elf Filmen mit Roachs Starkomikern Laurel und Hardy. In den Filmen des Komikerduos verkörperte er besonders häufig Barkeeper, etwa in Zwei ritten nach Texas, oder Polizisten, etwa in Die besudelte Ehre, wo Morton sogar der Schlussgag des Filmes gehört. Er spielte ebenfalls einen alten Holzhacker im Film Hände hoch – oder nicht, den Laurel und Hardy als Räuber vergeblich überfallen wollen. Neben seinen Auftritten bei Laurel und Hardy arbeitete Morton mehrmals mit Komikern wie den Three Stooges, Charley Chase, den Kleinen Strolchen sowie W. C. Fields zusammen. Dankbare größere Rollen hatte er in den beiden Todd & Pitts-Kurzfilmen Alum and Eve und The Soilers, zudem trat er am Anfang von Moderne Zeiten kurz als Charlie Chaplins Fließband-Ablösung auf, als die er eine Biene aus Charlies Gesicht „entfernt“. Ein Markenzeichen des fast kahlköpfigen Morton war in einigen Filmen das Toupet, das ihm meistens im Laufe des Filmes vom Kopfe flog, unter anderem in der Rolle eines Gerichtsdieners im Stooges-Kurzfilm Disorder in the Court.
James C. Morton verstarb im Alter von 58 Jahren an einem Herzinfarkt und wurde auf dem Holy Cross Cemetery in Culver City beigesetzt. Seine letzten Filme wurden erst im Jahre nach seinem Tod veröffentlicht.

## Filmografie (Auswahl)
- 1912: A Grocery Clerk's Romance (Kurzfilm)
- 1918: A Daughter of Uncle Sam (als Regisseur)
- 1922: The Barnstormers (Kurzfilm)
- 1930: Follow the Leader
- 1932: Die Teufelsbrüder (Pack Up Your Troubles)
- 1933: Als Mitgiftjäger (Me and My Pal, Kurzfilm)
- 1933: Hände hoch – oder nicht (The Devil’s Brother)
- 1933: The Midnight Patrol (Kurzfilm)
- 1934: House of Mystery
- 1934: You’re Telling Me!
- 1934: Geheimagent 13 (Operator 13)
- 1934: Another Wild Idea (Kurzfilm)
- 1934: Mike Fright (Kurzfilm)
- 1935: Die besudelte Ehre (Tit for Tat, Kurzfilm)
- 1935: The Fixer Uppers (Kurzfilm)
- 1935: Beginner’s Luck (Kurzfilm)
- 1935: Tolle Marietta (Naughty Marietta)
- 1935: Oh, My Nerves (Kurzfilm)
- 1935: The Payoff
- 1935: The Timid Young Man (Kurzfilm)
- 1935: Skandal in der Oper (A Night at the Opera)
- 1935: Musik um Mitternacht (Thanks a Million)
- 1935: Frisco Kid
- 1936: King of Burlesque
- 1936: Moderne Zeiten (Modern Times)
- 1936: Das Mädel aus dem Böhmerwald (The Bohemian Girl)
- 1936: Die Doppelgänger (Our Relations)
- 1936: The Lucky Corner (Kurzfilm)
- 1936: Chaos vor Gericht (Disorder in the Court, Kurzfilm)
- 1937: Zwei ritten nach Texas (Way Out West)
- 1937: Sternschnuppen (Pick a Star)
- 1937: Das Sklavenschiff (Slave Ship)
- 1937: Tom räumt auf (Brothers of the West)
- 1937: The Sitter Downers (Kurzfilm)
- 1937: Jeder Tag ein Feiertag (Every Day’s a Holiday)
- 1938: Alexander’s Ragtime Band
- 1938: Die Klotzköpfe (Block-Heads)
- 1938: Die goldene Peitsche (Kentucky)
- 1938: Topper geht auf Reisen (Topper Takes a Trip)
- 1939: Three Little Sew and Sews (Kurzfilm)
- 1939: Ehrlich währt am längsten (You Can’t Cheat an Honest Man)
- 1939: Sergeant Madden
- 1939: When Tomorrow Comes
- 1939: In den Klauen des Erpressers (Blackmail)
- 1939: Nenn mich Hilda (The Housekeeper’s Daughter)
- 1939: Swanee River
- 1940: Mein kleiner Gockel (My Little Chickadee)
- 1940: Auf hoher See (Saps at Sea)
- 1940: Lillian Russell
- 1940: Die Bande der Fünf (When the Daltons Rode)
- 1940: Rache für Jesse James (The Return of Frank James)
- 1941: Sprechstunde für Liebe (Appointment for Love)
- 1941: Der Tote lebt (Johnny Eager)
- 1942: To the Shores of Tripoli
- 1942: Der Draufgänger von Boston (In Old California)
- 1942: Der schwarze Vorhang (Street of Chance)
- 1942: The Boogie Man Will Get You
- 1943: Murder in Times Square